# الطيرية (عزبة)
قرية عزبة الطيرية هي إحدى القرى التابعة لمركز الدلنجات في محافظة البحيرة في جمهورية مصر العربية. حسب إحصاءات سنة 2006، بلغ إجمالي السكان في عزبة الطيرية 2170 نسمة، منهم 1092 رجل و1078 امرأة.